# Choquinha-do-madeira
Formigueirinho-do-rio-madeira ou choquinha-do-madeira (Epinecrophylla amazonica) é uma espécie de ave Passeriformes pertencente ao gênero epinecrophylla da família Thamnophilidae. É nativo da América do Sul e é encontrada em países biológicos e possui vários registros dessa espécie na Bolívia e no Paraguai. Até 2014, era considerada uma subespécie do formigueiro-de-garganta-pontilhada. O Rio Madeira antwren possui duas subespécies:
- E. a. amazonica ( von Ihering, 1905) - Brasil e Bolívia
- E. a. dentei Whitney, BM et al., 2013 - Brasil

## Distribuição ehabitat
Está distribuído pelo centro sul da Amazônia brasileira (as duas margens do Rio Juruá, a leste, as duas margens do Rio Madeira e o rRio Ji-Paraná) e o norte da Bolívia.
Ele vive em florestas úmidas, principalmente em terra firme, abaixo de 500 metros acima do nível do mar.